# 台視大樂團
台視大樂團，為台灣電視公司（台視）所屬之第二個樂團。

台視大樂團演奏情形

## 發展史
台視開播初期，無固定的樂團組織；當時所播出的歌舞綜藝節目，皆由該節目製作人等臨時聘請7至11位樂師組成該節目的伴奏樂團；例如關華石製作的歌唱節目《群星會》就是關華石臨時聘請樂師組成樂團擔任伴奏，關華石兼任小提琴手。
1968年底，台視舉辦第1、2屆歌唱比賽，為選拔出來的歌星開闢歌唱節目《彩虹之歌》，同時組成一個新的14人制樂團「彩虹管弦樂隊」，台視交響樂團兩位團員楊元豐、薛孝明是彩虹管弦樂隊的重要成員。彩虹管弦樂隊開始使用伴奏譜，以管弦樂伴奏。
在台視交響樂團之外，台視節目部主任何貽謀開始籌組台視大樂團。當時謝騰輝創辦兼領導的鼓霸大樂隊以管樂為主，團員約有20人，偶爾應邀在台視綜藝節目與西洋音樂節目擔任伴奏，引起何貽謀注意。1969年12月29日，謝騰輝首次拜訪台視，表示有意讓鼓霸大樂隊進入電視圈；何貽謀表示「原則上同意考慮」，希望謝騰輝能提出進一步的規劃。此後，何貽謀與謝騰輝多次就待遇、設備、權利、義務等議題交換意見。1971年1月11日，台視與鼓霸大樂隊簽約，以鼓霸大樂隊的團員為基礎，組成了15人制的「台視大樂隊」，謝騰輝的胞弟謝荔生擔任指揮（後因心臟病請辭，轉任顧問），成員為楊水金（謝荔生擔任團長時之副團長）、甘進雄、葉瑞、林森元等14人，以吹奏樂器為主。台視交響樂團的部分團員也加入台視大樂隊。1971年2月15日，台視大樂隊正式登場，最初只在綜藝節目《銀河璇宮》與歌唱節目《歌星之夜》擔任伴奏，然後逐步接手《星光燦爛》、《我為你歌唱》、《翠笛銀箏》、《星星劇場》、《群星會》等節目。1972年2月10日，在老三台聯合轉播的晚會《中興之夜》中，台視大樂隊、中視大樂隊與華視大樂隊合組48人樂隊擔任伴奏。 台視與鼓霸大樂隊簽約是一年一簽，連續簽約三年，第四年只續約兩個月，1974年4月16日約滿。
鼓霸大樂隊成名後，常駐台北國賓大飯店演奏24年。台北市天祥路豪華酒店成立夜總會後，本想至台北國賓大飯店挖角；1966年，豪華酒店得知謝騰輝已經在培訓鼓霸大樂隊第二代團員，故停止挖角，改為與全體第二代團員簽約。台北國賓大飯店的鼓霸大樂隊稱為「國賓鼓霸樂隊」，第二代團員稱為「豪華鼓霸樂隊」。謝荔生最早為鼓霸大樂隊鼓手出身，後接任豪華鼓霸樂隊領班。1967年，台視歌唱節目增多、需要有專屬的樂隊伴奏，豪華鼓霸樂隊部份團員即轉任台視大樂隊。
1974年4月，何貽謀與翁清溪達成協議，讓翁清溪領導的湯尼大樂隊於本年5月接手經營台視大樂隊。謝荔生離開台視前夕，宴請包括何貽謀在內的台視節目部各級主管、綜藝節目導播與歌唱節目導播惜別。1974年5月16日，台視大樂隊完成改組為「台視大樂團」，團員24人，翁清溪自任團長，林國雄負責編寫伴奏譜，前期由翁清溪兼任指揮，後期則由詹聰泉擔任指揮；另外特約提琴師6人，故總人數為30人（「台灣鼓王」黃瑞豐也在該時期入團）。台視與翁清溪所簽合約為三年；簽約後半年，台視認為台視大樂團表現良好，同意台視大樂團擔任台視全部歌唱、綜藝節目的伴奏。翁清溪遂將台視大樂團劃分為20人組成的大型樂隊一個、10人組成的中型樂隊兩個、5至8人組成的小型樂隊兩個，分別配置於各節目；團員人數不足時，則臨時調配、靈活運用。
1977年4月16日，鼓霸大樂隊再次接手經營台視大樂團。
台視大樂團也從台灣銅管樂團「台管大樂隊」聘請樂師王吉宣（番王）、許文男、張漢翔。
1981年6月6日下午，由於台視大樂團赴台南市配合龍舟賽為台視歌星伴奏，黃宗弘製作、號稱現場直播的台視綜藝節目《第一棚》播出時破例取消現場演唱，攝影棚裡播放錄音帶，主持人王夢麟、丁曉慧與來賓恬妞、李建復、銀霞、邵佩玲均改用對嘴方式唱歌，但王夢麟仍向觀眾強調這是現場節目；而且由於台視大樂團缺席，本集開場沒有照例由一部攝影機在樂隊席前面滑行拍攝；本集插進一段鄧麗君演唱的舊錄音帶，不少觀眾因此懷疑「鄧麗君在國內嗎」；本集仍見麥克風入鏡，導播孫家明解釋，主持人必須藉麥克風說話，為求統一，歌星也應當有麥克風。
1982年12月時，台視大樂團成員共有22人（包括當時指揮謝荔生在內），華視大樂隊成員共有16人（包括指揮詹森雄在內），成員平均月薪都是新台幣兩萬元以上；中視大樂隊成員共有19人（包括指揮林家慶在內），成員平均月薪新台幣三萬元以上；但是華視大樂隊成員因編制問題（華視大樂隊成員既非華視演員也非華視職員）而無法比照華視職員領取過年過節獎金。
1983年台視台灣光復節特別節目《慶祝光復節 歌謠50年》，主持人沈春華，樂隊為台視大樂團與國賓鼓霸樂隊。
1986年3月22日第21屆金鐘獎頒獎典禮，電視金鐘獎綜藝節目主持人獎頒獎人為台視大樂團指揮謝荔生、中視大樂隊指揮林家慶、華視大樂隊指揮詹森雄與中廣國樂團指揮顧豐毓。
1987年6月10日，台視綜藝節目《群星爭輝》錄影時，台視大樂團團員紛紛質問當時指揮謝荔生，為何將於1987年6月14日開播的台視綜藝節目《我愛彩虹》不用台視大樂團伴奏？謝荔生的感觸是：「這個節目是台視近年來難得開的一個最大型的節目，可以算是台視綜藝的招牌；招牌節目卻不用自己的樂隊伴奏，總是有點怪怪的。」《我愛彩虹》決定以一般灌錄唱片的樂隊編制，組成6人樂隊擔任伴奏，而且請來的是當時國語唱片伴奏的佼佼者如黃瑞豐的爵士鼓、游正彥（馬沙）的吉他、張定元（丹尼）的電子琴等，這是台灣綜藝節目的首例；製作單位中華製作公司表示，此一作法最主要著眼於盡量做到在節目中所聽到的歌曲伴奏能與唱片「同步」，而不至於脫節。
1989年10月18日，台視人事室主任熊廷武、台視節目部經理盛竹如與台視大樂團代表當面溝通之後，承諾將台視大樂團納入台視編制，經由漢唐管理顧問依據台視大樂團工作性質歸納敲定台視大樂團納編後的階級定位之後正式納編。
1991年9月4日，台視大樂團添購設備以增加台視綜藝節目立體聲的效果，並推動電子合成樂器配樂、現場演奏與現場演唱「三合一」。
台視大樂團、中視大樂隊與華視大樂隊同樣欠缺弦樂，所以當某些大型綜藝節目需要弦樂伴奏時，製作單位就必須臨時對外聘請2至12位弦樂樂師擔任弦樂伴奏（依節目需求人數有所不同）；這些弦樂樂師不屬於台視大樂團、中視大樂隊或華視大樂隊，製作單位只有在節目經費充裕時才會以新台幣三千至五千元的日薪聘請他們擔任弦樂伴奏。1994年4月28日，台視錄製32周年台慶特別節目《台視卅二周年台慶演唱會》（台視節目部丁琮鈴製作，鳳飛飛與田文仲主持，1994年5月1日20:10～22:40播出），外聘弦樂手18人擔任弦樂伴奏。
楊水金歷任台北市延平北路三段仙樂斯舞廳、台北市延平北路二段第一舞廳、台北市漢口街東方大飯店夜總會、台北市敦化北路中泰賓館、豪華酒店之薩克斯風手及領班等職，後被謝荔生延攬任職台視大樂隊副團長。楊水金擔任台視大樂團團長時，為台視大樂團之全盛時期。從早期的《五燈獎》、《銀河璇宮》到晚期的《天天開心》、《龍兄虎弟》（張菲、費玉清主持期間）、《台灣紅不讓》等綜藝節目，皆為台視大樂團之表演舞台；金鐘獎、金馬獎、金曲獎等舉凡國家重大慶典及演藝事業頒獎典禮，與安迪·威廉斯及鮑勃·霍普等世界知名藝人首次來台灣獻藝，均指定由楊水金所領導之台視大樂團擔任音樂製作及伴奏。台視著名的音樂節目《八分音符》（1989年金鐘獎得獎節目）、《浪漫的樂章》（首度將古典室內樂融合爵士樂現場演奏的音樂節目），皆開創台灣音樂節目之先河。楊水金台視大樂團團長任內，首度將職業樂師納入《勞動基準法》。
1991年10月，台視綜藝節目《玫瑰之夜》播出第一、二集，楊水金之弟楊清季指揮台視大樂團伴奏。1999年，楊水金屆齡退休，台視大樂團副團長楊清季接任團長。楊清季為中視大樂隊小號首席出身，曾被譽為「台灣的路易斯·阿姆斯壯」、「吹唱俱佳」。
楊清季退休後，由於大型綜藝節目式微，歌唱、綜藝節目流行以伴唱帶及外聘小規模樂團甚至單人樂團取代，孔鏘、阿咪、詹緒純、頂尖拍檔等樂團崛起，台視大樂團隨即與中視大樂隊、華視大樂隊一樣面臨解散。2001年，台視大樂團解散。楊水金現任水晶管絃大樂團團長兼指揮，並於桃園市開設「楊老師音樂教室」授課。王吉宣曾任三立大樂隊指揮與巨登大樂隊指揮，退休後自組番王影視大樂隊巡迴演出，2021年1月31日逝世。

## 資料來源
主要資料來源
1. 中華民國電視學會電視年鑑暨電視叢書編纂委員會 編纂，《中華民國電視年鑑第一輯：民國五十年至六十四年》，中華民國電視學會1976年5月30日出版，第93頁。

次要資料來源
1. ↑  .   [2010-01-15]. （原始内容存档于2008-03-07）.
2. ↑  張夢瑞 文，張夢瑞提供 圖，〈永遠的「拉丁情人」鼓霸大樂隊〉 （页面存档备份，存于），《台灣光華雜誌》2002年11月號，第092頁。原文「1956年，台視歌唱節目增多」一句顯然有誤，因為台視開播日期為1962年10月10日。
3. ↑  何貽謀，《台灣電視風雲錄》，台灣商務印書館2002年1月5日出版，ISBN 9570517352，第156至157頁
4. ↑  后里Saxhome族（經濟部工業局輔導樂器創新及轉型發展計畫），〈薩克斯風響宴 11月12日大安森林公園感性上場〉 （页面存档备份，存于），2004年11月12日
5. ↑  本報訊，〈台視「第一棚」作改變慣例 現場採用對嘴錄音〉，《民生報》1981年6月7日7版。
6. ↑  曉澐，看三台樂隊，《掃描線雜誌》第9期（1982年12月號）第61頁。
7. ↑  華視懷舊頻道. . YouTube. 2022-02-18  [2022-03-04]. （原始内容存档于2022-03-04） （中文（臺灣））.
8. ↑  王祖壽，電子合成器 擠跑大樂隊？，《民生報》1987年6月11日第11版。
9. ↑  本報訊，三台樂隊納編 均獲合理解決，《民生報》1989年10月19日第10版。
10. ↑  中華民國電視學會電視年鑑編纂委員 編纂，《中華民國電視年鑑第七輯：民國七十九年至八十年》，中華民國電視學會1992年6月30日出版，第209頁。
11. ↑  曉澐，看三台樂隊，《掃描線雜誌》第9期（1982年12月號）第62頁。
12. ↑  《台視卅二周年台慶演唱會》開場脫口秀相關講話的逐字稿：【鳳飛飛：】「今天是台視三十二歲，同時我們強調整個節目是以音樂會的方式，為了在歌曲方面表達更好的一個意境以外，同時我們在樂隊方面，特地邀請了全國最好的十八位的弦樂手加入我們台視大樂團，能增加我們今天晚上的音樂的一個水平。」【田文仲：】「弄了半天，還是花錢僱來的。」【鳳飛飛：】「是花錢，要不然——」【田文仲：】「我以為是友台支援的。」
13. ↑  .   [2016-04-03]. （原始内容存档于2020-04-15）.
14. ↑  《玫瑰之夜》第1集台視官方完整版
15. ↑  《玫瑰之夜》第2集台視官方完整版